# Gayle Rubin
Gayle Rubin (Carolina del Sud, 1949) è un'antropologa statunitense, conosciuta soprattutto come attivista e influente teorica in materia di sessualità e studi di genere.
Ha scritto libri su una vasta gamma di argomenti tra i quali il femminismo, il sadomasochismo, la prostituzione, la pedofilia, la pornografia e la letteratura lesbica; si è inoltre dedicata a studi antropologici e alla storia delle sottoculture sessuali, focalizzandosi in special modo sui contesti urbani. È attualmente professoressa associata di antropologia e studi sulla donna all'Università del Michigan, ad Ann Arbor.